# Sacerdozio ministeriale
Sacerdozio ministeriale è un termine della dottrina cattolica con cui si indicano il secondo e terzo grado del sacramento dell'Ordine: il presbiterato e l'episcopato.
Quando la Chiesa cattolica parla dei sacerdoti si riferisce di solito ai presbiteri e ai vescovi.
Ad esempio, l'Esortazione apostolica post-sinodale Pastores dabo vobis di Giovanni Paolo II riguarda "la formazione dei sacerdoti nelle circostanze attuali": i sacerdoti indica qui i presbiteri e i vescovi.
Giovanni Paolo II nella lettera apostolica "Ordinatio sacerdotalis" del 1994 ha dichiarato che la Chiesa non ha facoltà di conferire alle donne l'ordinazione sacerdotale, con una sentenza da ritenere definitiva da tutti i fedeli.
La dichiarazione di Giovanni Paolo II non ha placato i dibattiti fra i teologi cattolici sulla possibilità di ordinare donne. 